# کیریل یووویچ
کیریل یووویچ (بلغاری: Кирил Йовович؛ ۲۹ دسامبر ۱۹۰۵ – ۹ فوریهٔ ۱۹۷۶) بازیکن فوتبال اهل بلغارستان بود.
از باشگاه‌هایی که در آن بازی کرده‌است می‌توان به باشگاه فوتبال لفسکی صوفیه اشاره کرد.
وی همچنین در تیم ملی فوتبال بلغارستان بازی کرده‌است.